# Споменик природе Стабло питомог кестена у атару села Вокшa
Споменик природе „Стабло питомог кестена у атару села Вокша“, на територији општине Дечани, на Косову и Метохији је од 1965. године заштићен као споменик природе.
Стабло питомог кестена (Castanea sativa Mill.) у селу Вокша је старости преко 500 година, доброг здравственог стања и виталности и плодности. Заштићено стабло питомог кестена налази се у изолованом кестеновом забрану.

## Решење - акт о оснивању
Решење о стављању под заштиту државе стабла питомог кестена у атару села Вокше на 300 м изнад камионског пута Дечани - Јуник Број 05-5692 од 20. августа 1965. - СО Дечани.